# 南城市陸上競技場
南城市陸上競技場（なんじょうしりくじょうきょうぎじょう）は、沖縄県南城市玉城のスポーツ施設内にある陸上競技場。

## 沿革
- 2010年（平成22年）10月1日 - 陸上競技場が完成[2]。
- 2017年（平成29年）2月9日 - J2・カマタマーレ讃岐初キャンプ[3]。
- 2022年（令和4年）1月24日 - J2・ジェフユナイテッド市原・千葉キャンプ初トレーニングを実施[4][5]。
- 2023年（令和5年）2月16日 - なでしこリーグ2部・FCふじざくら山梨が初キャンプインで歓迎セレモニー[6][7]。
- 2024年（令和6年）
  - WEリーグ・アルビレックス新潟レディースが初キャンプインで歓迎セレモニー[8]。
  - タイムス杯争奪OFA第29回沖縄県サッカー選手権大会（兼天皇杯 JFA 第104回全日本サッカー選手権大会沖縄県予選地区大会）決勝でJ3・FC琉球とJFL・沖縄SVを開催[9][10][11][12]。

## 施設概要
- トラック：400 ｍ×8レーン、全天候型、投てき（砲丸・円盤・やり）、跳躍（幅跳び・三段跳び・棒高跳び）、3,000ｍ障害
- 天然芝フィールド：108ｍ×68ｍ
- 面積：7,344m2
- 収容人員：2,400人
- 照明設備：あり

## アクセス

### バス
- 「富里」バス停（那覇バスターミナル）から徒歩で10分